# Mid-Canada Line

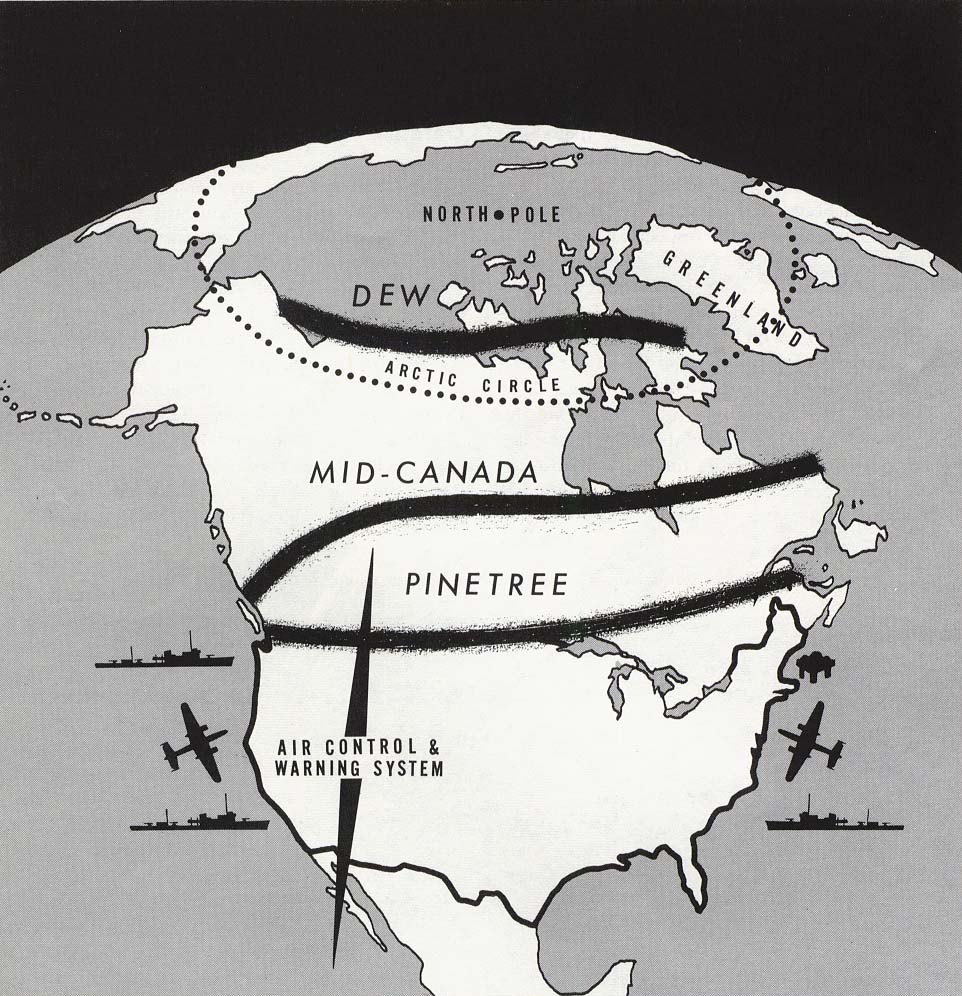
Przybliżona mapa trzech linii radarów: Pinetree Line, Mid-Canada Line i DEW Line

Mid-Canada Line była serią stacji radarowych rozmieszczonych wzdłuż linii między wschodnim i zachodnim wybrzeżem Kanady na wysokości około 55 równoleżnika północnego. Linia została zbudowana w celu uzupełnienia Pinetree Line - systemu stacji radarowych znajdujących się niżej na południe, tak aby możliwe było wykrycie samolotów nadlatujących znad terytorium ZSRR.
Budowa rozpoczęła się w 1956 roku, a cały system zaczął działać 1 stycznia 1958 roku. Równolegle do Mid-Canada Line budowano DEW Line - sieć radarów ulokowaną na dalekiej północy Kanady, która to zaczęła funkcjonować już w 1957 r. Linia DEW cechowała się wykorzystaniem nowocześniejszych technologii oraz, z racji położenia geograficznego, możliwością bardzo wczesnego wykrycia wrogich samolotów i rakiet. Mid-Canada Line utraciła tym samym znaczenie strategiczne już przed oddaniem jej do użytku. Zamknięcie zachodniej części stacji radarowych nastąpiło w styczniu 1964 a wschodniej w kwietniu 1965.